# Periandra mediterranea
Periandra mediterranea là một loài thực vật có hoa trong họ Đậu. Loài này được (Vell.) Taub. miêu tả khoa học đầu tiên.

## Hình ảnh

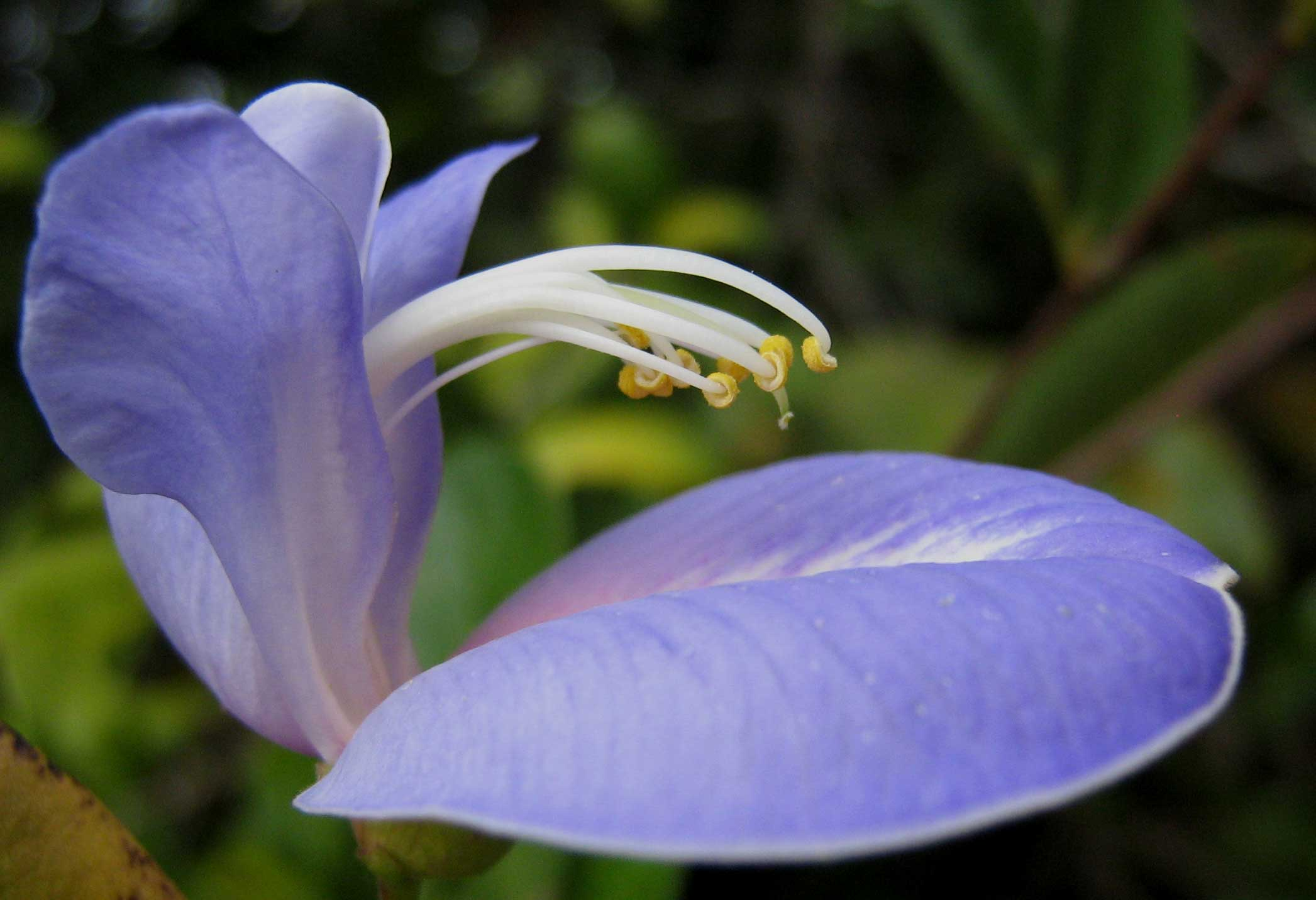
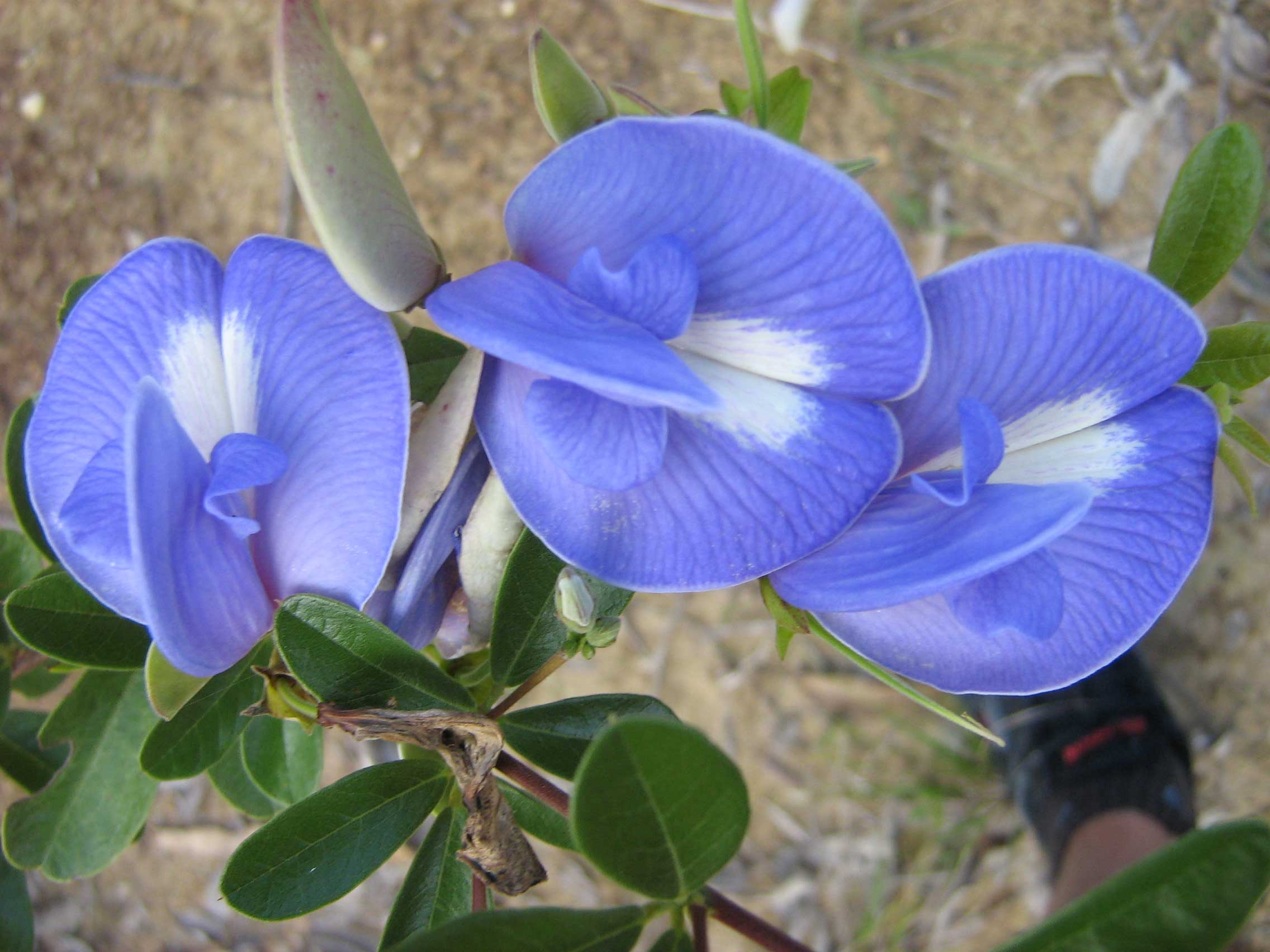
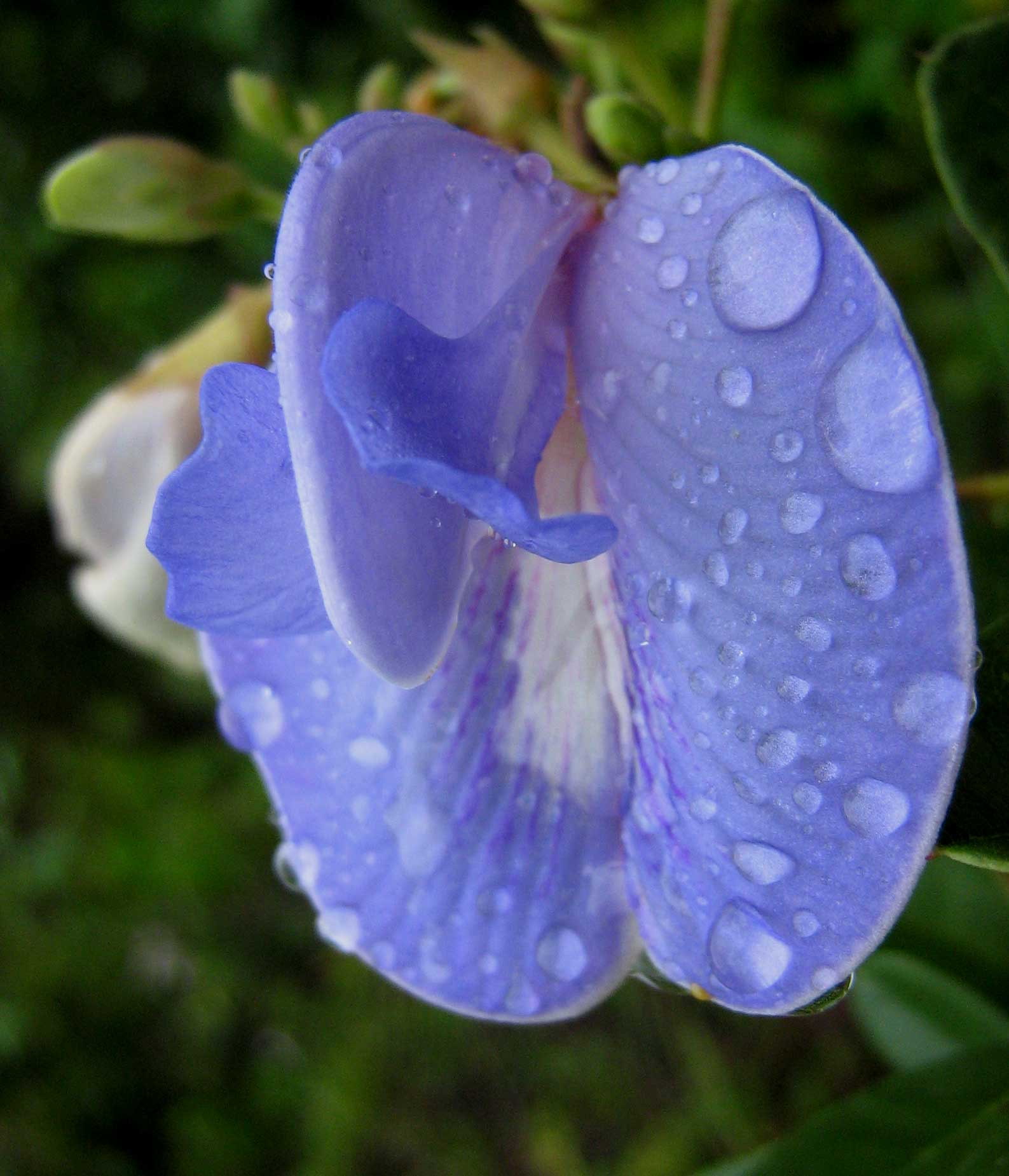